# Пауль Валлот
Пауль Валлот (також Валло, нім. Paul Wallot; 26 червня 1841, Оппенхайм — 10 серпня 1912, Лангеншвальбах
) — німецький архітектор.

## Життєпис
Валлот вивчав машинобудування в Ганновері, потім продовжив навчання в Берлінській королівській архітектурній академії. У 1864—1867 працював у берлінських архітекторів Штрака, Луке та Хітціга, а також на фірмі Gropius und Schmieden.
Згодом Пауль Валлот відправився у пізнавальну подорож Італією та Англією. З 1869 року в якості приватного архітектора працював у Франкфурті-на-Майні.
У 1882 Валлот поряд з іншими 190 колегами взяв участь в архітектурному конкурсі, пов'язаному із запланованим будівництвом німецького парламенту Рейхстагу, і здобув перемогу разом із мюнхенським архітектором Фрідріхом фон Тіршем. Валлоту були доручені будівельні роботи, які тривали десять років. За свої заслуги в будівництві Рейхстагу він отримав звання таємного радника з питань будівництва.
Незабаром Валлот проявив себе у проектуванні парламенту Саксонії, так званого Державного дому (нім. Ständehaus) на Брюльскій терасі у Дрездені. У 1894—1911 Валлот викладав в Академії мистецтв Дрездена і в технічному університеті. У 1885 він став членом Академії мистецтв, а в 1894 році — членом Архітектурної академії.

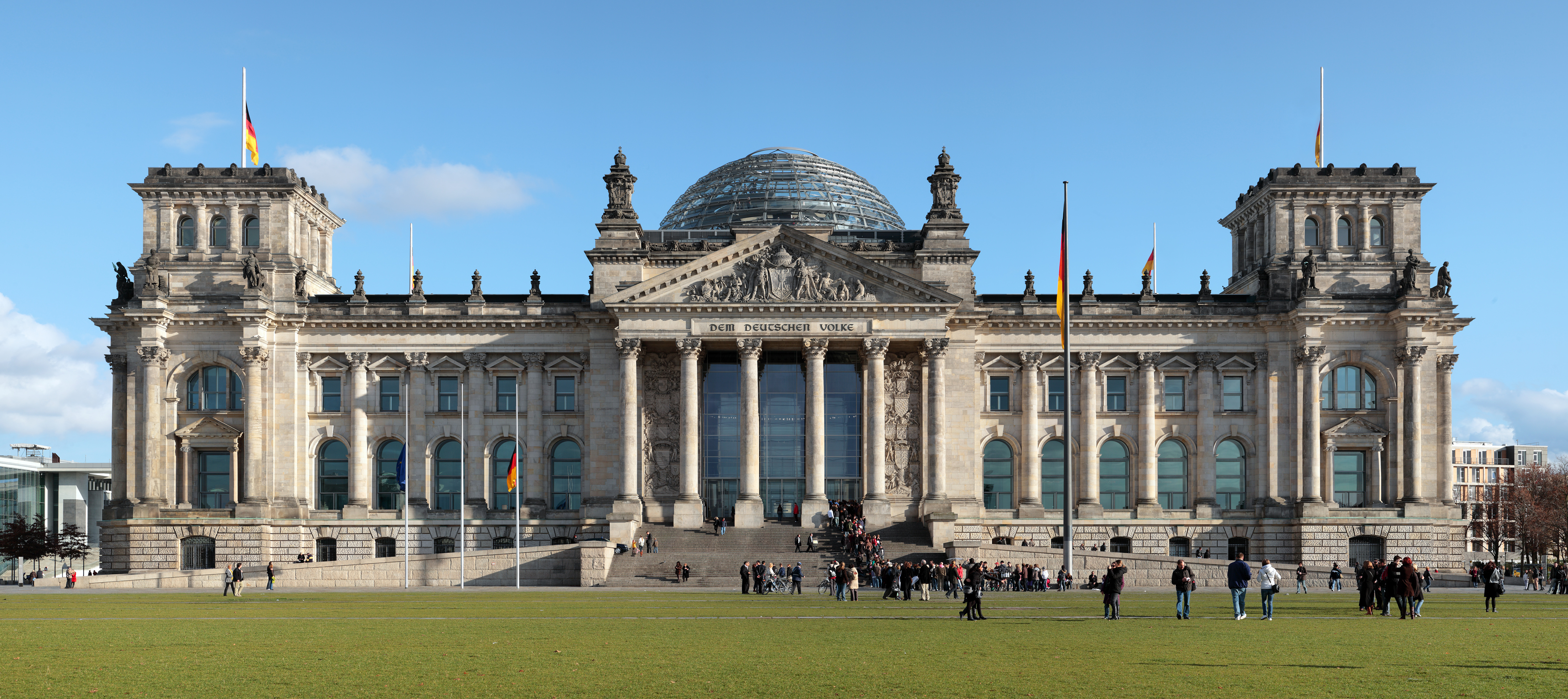
Рейхстаг, вигляд із західної сторони
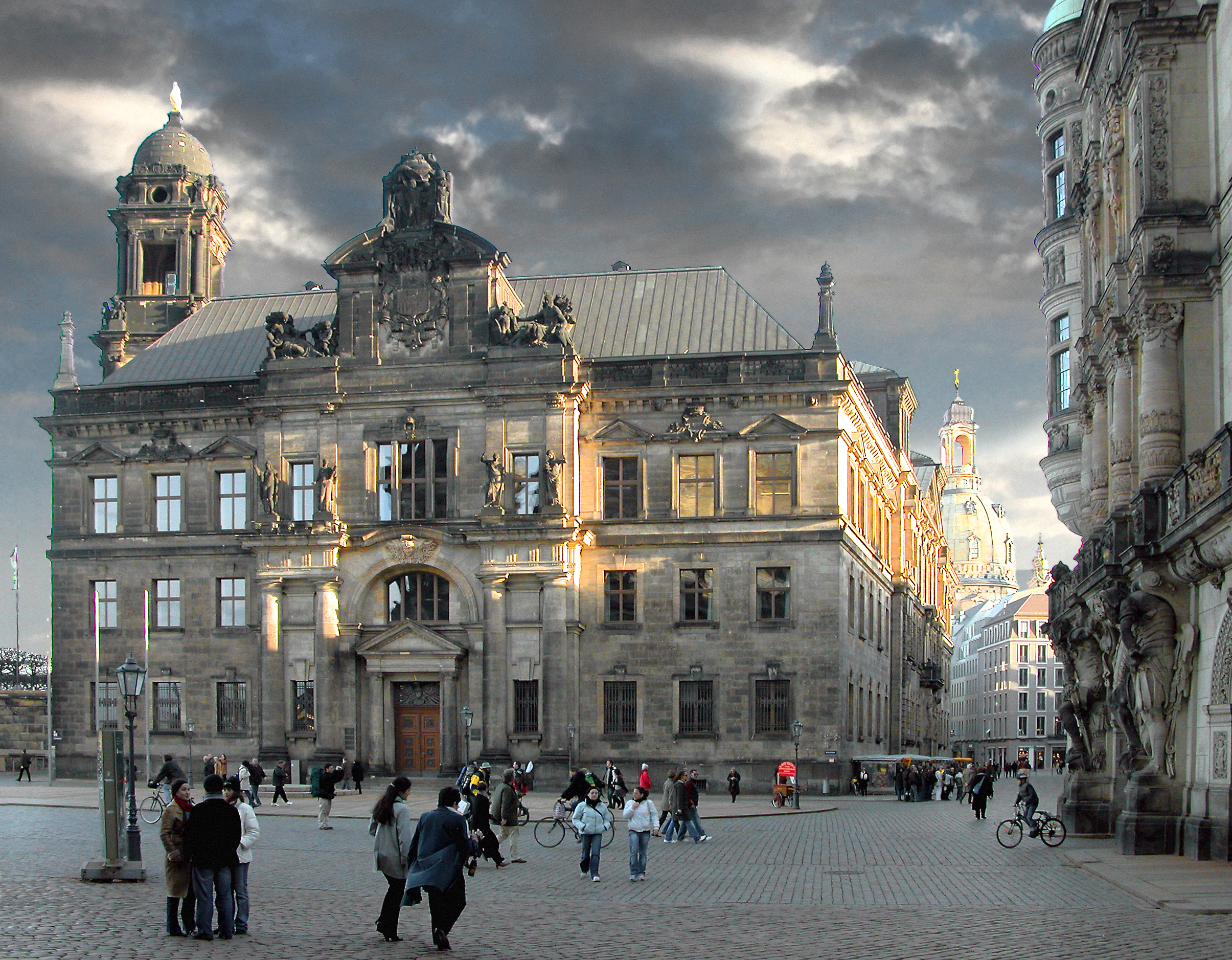
Парламент (Державний дім) у Дрездені
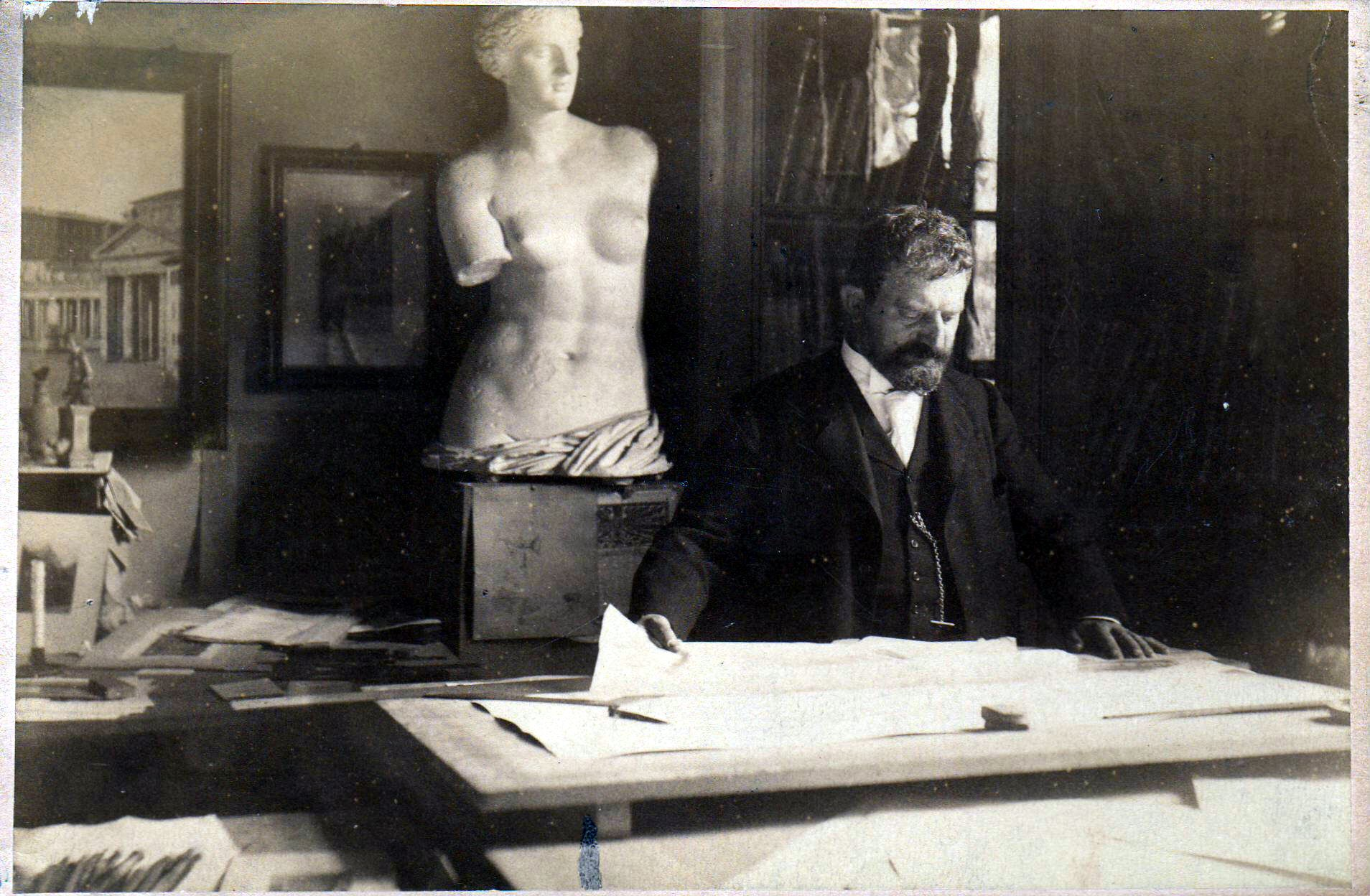
Пауль Валлот за роботою